# MetroPCS
Metro by T-Mobile (NYSE : PCS) était un opérateur de téléphonie mobile américain fondé en 1994. Avec plus de 9 millions d'abonnés au troisième trimestre de l'année 2012, il était le cinquième plus important opérateur mobile des États-Unis en nombre d'abonnés derrière Verizon, AT&T, Sprint et T‑Mobile.
Son siège social se situait à Richardson, au Texas.
En avril 2013, T-Mobile États-Unis et MetroPCS fusionnent leurs activités, seule la marque T-Mobile subsiste, les anciens actionnaires de MetroPCS reçoivent 26 % de la nouvelle entité et T-Online (Deutsche Telekom) détient les 72 % restant.